# Буршье, Уильям (граф д’Э)
Уильям Буршье (англ. William Bourchier; около 1374 — 28 мая 1420) — английский рыцарь и дипломат, член парламента Англии от Эссекса в 1404 году, 1-й граф д’Э с 1419 года, констебль Лондонского Тауэра с ноября 1415 года, сын сэра Уильяма Буршье и Элеанор де Лувен.
Рано лишившись отца, Уильям оказался под опекой Томаса Вудстока, герцога Глостера, младшего из сыновей Эдуарда III. Посвящённый рыцарем в 1394 году, он проявил себя как способный военачальник, дипломат и администратор. Около 1403 года он тайно женился на овдовевшей Анне Глостерской, дочери и наследнице своего бывшего опекуна. Заплатив за это большой штраф и получив прощение от короля Генриха IV, Уильям в дальнейшем в основном занимался обороной валлийской границы, служа будущему королю Генриху V.
После возобновления Столетней войны с Францией Уильям участвовал в двух военных кампаниях Генриха V; во время первой он хорошо проявил себя в битве при Азенкуре, получив в награду должность констебля Тауэра и отвечая за помещённых там знатных узников, попавших в плен во время битвы. Во время второй кампании король передал ему нормандское графство Э с титулом графа, но вскоре после этого Уильям умер. Его четверо сыновей играли заметную роль в английской политике XV века.

## Происхождение
Уильям происходил из английского рода Буршье (ранее Буссер), который приобрёл известность в Англии в XIV веке благодаря безупречной службе короне и приобретению имений, которые были сосредоточены в графствах Саффолк и Эссекс. Первоначально представители рода были тесно связаны с де Верами, графами Оксфорд, чьи поместья были сосредоточены в Эссексе. Возвышение рода началось в начале XIV века благодаря юстициарию Джону Буршье, часто выступавшему в качестве судьи в графствах Южной и Юго-Восточной Англии. Центр его владений, приобретённых в том числе и посредством брака, находился в Холстеде и его окрестностях в графстве Эссекс. Его наследник, Роберт Буршье, с 1320-х годов служил короне, несколько раз избирался в палату общин английского парламента в качестве рыцаря графства Эссекс. Во время правления Эдуарда III он некоторое время был канцлером, а потом членом королевского совета, участвовал во вторжении английской армии во Францию после начала Столетней войны, а также служил дипломатом. В 1348 году он был вызван в парламент уже в качестве 1-го барона Буршье, но умер в 1349 году. Его наследником стал старший сын Джон, 2-й барон Буршье. Второй сын, Уильям, не мог рассчитывать на наследство отца, однако он удачно женился на Элеоноре де Лувен (27 марта 1345 — 5 октября 1397), происходившей из английской ветви Лувенского дома. Она была второй дочерью сэра Джона де Лувена (умер в 1347), владевшего семью поместьями в Эссексе и Саффолке с центром в Литл Истоне. Поскольку сыновей у него не было, а старшая сестра умерла ребёнком в 1351 году, то именно Элеонора стала наследницей всех владений Лувенов, которые принесли Уильяму Буршье ежегодный доход около 154 фунтов и увеличили влияние Буршье в регионе. Единственным сыном, родившимся в браке Уильяма и Элеоноры, был Уильям Младший.

Герб Роберта Буршье, 1-го барона Буршье, деда Уильяма
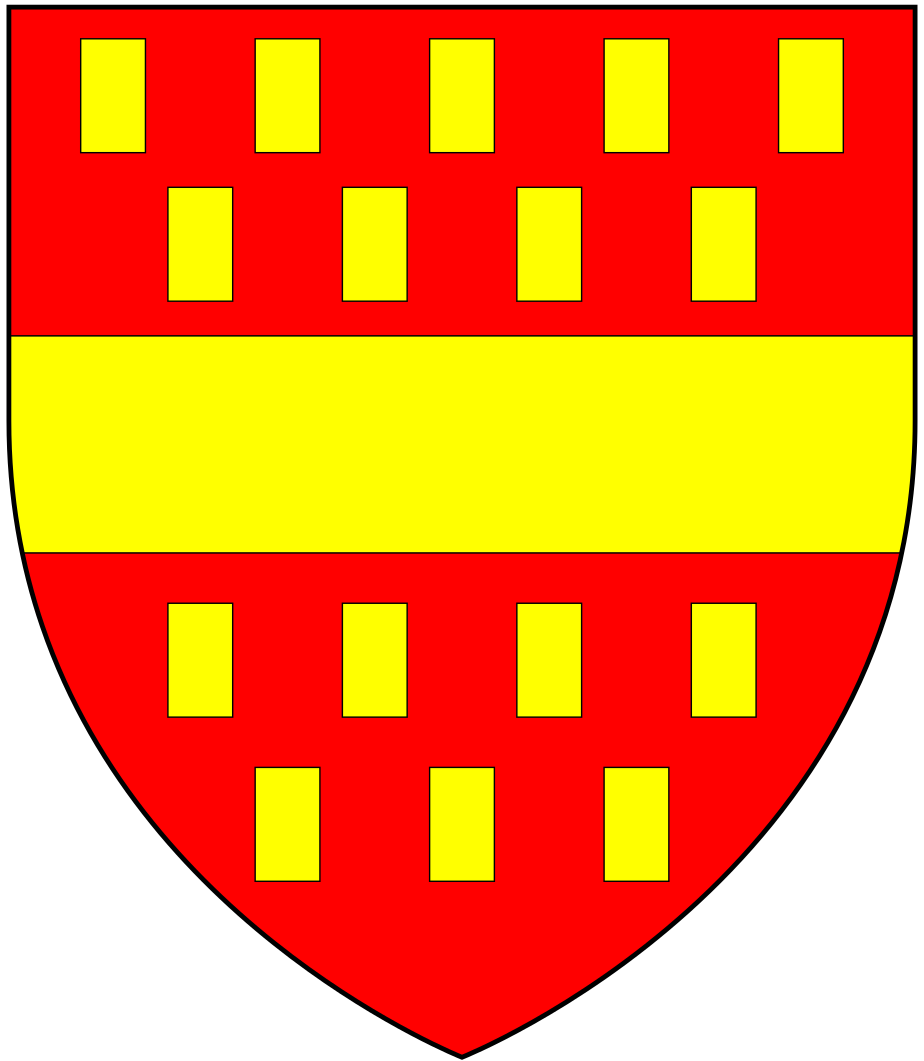
Герб рода Лувенов из Литл Истона, владения которого унаследовал Уильям

## Ранняя карьера
Уильям родился около 1374 года. Он рано лишился отца, умершего в 1375 году. В результате Уильям оказался под опекой своего могущественного соседа — Томаса Вудстока, герцога Глостера, младшего из сыновей Эдуарда III. Возможно, что молодые годы он провёл в герцогском доме в замке Плеши в Эссексе.
В мае 1392 года Уильям, которому тогда было около 18 лет, должен был отправиться вместе с герцогом Глостером в Ирландию, где тот был назначен королевским наместником. Однако, судя по всему, они туда так и не отплыли, поскольку герцог достаточно быстро был смещён с должности. В Ирландию Уильям отправился уже в 1394 году — в военную экспедицию в составе армии Ричарда II. Там он был произведён в рыцари и, судя по всему, произвёл благоприятное впечатление, в результате в 1396 году герцог Глостер взял юного рыцаря в состав своей личной свиты, назначив ежегодное жалование более 36 фунтов в год.
Арест и убийство покровителя Уильяма в 1397 году, судя по всему, должны были стать серьёзным ударом по его карьере, однако он сам оказался достаточно проницателен и не пострадал. Буршье даже служил в королевской комиссии, которая наложила штраф на восставших людей герцога в Эссексе и Хартфордшире. При этом он оставался в тесном контакте с людьми из окружения Глостера. Одним из них был Уолтер, барон Фицуолтер, вместе с которым Уильям в 1398 году отплыл в Ирландию, возможно, оставаясь там до конца правления Ричарда II.
Ценность услуг Уильяма вскоре была признана свергнувшим Ричарда II Генрихом IV, который в марте 1400 года распорядился, чтобы гонорар Буршье, назначенный ему герцогом Глостером, стал выплачиваться непосредственно из казначейства в Вестминстере, что сделало выплаты более надёжными. Высоко ценил Уильяма и принц Уэльский Генрих (будущий Генрих V), который в 1401 году назначил ему такую же ренту, что и рыцарям своего домашнего хозяйства. Также Буршье была доверена сложная дипломатическая миссия, заключавшаяся в переговорах о двух королевских браках с королём Дании Эриком. В Англию он вернулся весной 1403 года.

## Брак с дочерью герцога Глостера
21 июня 1403 года в битве при Шрусбери армия Генриха IV разбила мятежников, возглавляемых Генри Хотспуром. Среди погибших в составе королевской армии был Эдмунд Стаффорд, 5-й граф Стаффорд, который был женат на Анне Глостерской, единственной наследнице покойного герцога Глостера. По своим владениям она претендовала на ежегодный доход в размере более 2200 фунтов. Хотя некоторые из владений, на которые она претендовала, в это время находились в других руках, но она считалась одной из самых богатых женщин в Англии и величайшей из наследниц. Ей в это время было около 20 лет и от второго брака у неё осталось двое детей — сын Хамфри и дочь Анна. Её будущий муж мог получить кроме богатства ещё и огромные связи. Однако при этом Анна была ещё и внучкой короля Эдуарда III. Близость к трону, а также размер владений, которые располагались в 11 английских графствах, Ирландии и Уэльсе, сделали её брак политическим вопросом, а также вопросом финансовой заботы короны. До тех пор, пока двоюродный брат Анны, Генрих V, не заставил её согласиться на передел поместий Богунов, в руках Анны находились владения в Юго-Восточной Англии с центром в замке Плеши. Кроме того, после смерти двух первых мужей под её контролем в качестве вдовьей доли оказалось больше половины владений Стаффордов, в том числе и цепь замков и владений вдоль границы с Уэльсом. Опасение, что валлийцы попытаются воспользоваться гибелью графа Стаффорда и попытаются захватить какой-то из замков, заставило Генриха IV отправить туда Уильяма Буршье с задачей наблюдать за их обороной.
Судя по всему, Уильям познакомился с Анной ещё в 1390-е годы в замке Плеши, когда он был подопечным её отца. Теперь же они оказались вместе в замке Хантигтон в Херефордшире. Вероятно, именно здесь, через несколько недель после гибели графа Стаффорда, состоялся их тайный брак. Хотя Уильям понимал, что этот поступок наверняка не останется безнаказанным, но он готов был рискнуть вызвать недовольство короля. В итоге Буршье выплатил лично королю крупный штраф. Вскоре после этого Уильям, несомненно, обладавший красноречием и обаянием, и Анна были прощены, поскольку Генрих IV высоко ценил военные и административные способности Буршье, а также его преданность Ланкастерам. При этом король препятствовал всем попыткам Анны вернуть своё наследство.
Брак Уильяма с Анной получил безоговорочную поддержку со стороны его соседей в Эссексе. В 1404 году он был избран в палату общин английского парламента от графства Эссекс, что отражает то уважение, с которым к нему относились в графстве.

## Английский аристократ
Брак с Анной значительно повысил благосостояние Уильяма. Первоначально чистый годовой доход составлял 3 тысячи фунтов. Хотя это было гораздо меньше того, на что могла рассчитывать Анна, но данная сумма была несметным богатством для её мужа. По сути он теперь вёл жизнь английского аристократа, хотя формально им не был. Так в течение финансового года, закончившегося в сентябре 1409 года, должностные лица Анны внесли в его казну более 894 фунтов на личные расходы. Содержание домашнего хозяйства Уильяма и Анны обходилось в 442 фунта. Хотя доход Буршье менялся, но он никогда не опускался ниже 412 фунтов.
Новый статус Уильяма принёс ему и новую ответственность, включая защиту владений Анны на валлийской границе, которые оставались уязвимыми для нападений валлийцев. Большую часть времени он находился на службе у принца Генриха. Под его знаменем Уильям сражался летом 1404 года, а затем и в 1407 году, когда после долгой осады был взят Аберистуит, в котором укрепились мятежники, поддерживающие Оуайна Глиндура.
В качестве лорда Валлийской марки Уильям был лично заинтересован в подавлении беспорядков в Уэльсе. Но неспокойное время он не упустил возможность увеличить свои личные владения, сдав в аренду земли в Эссексе и Норфолке, конфискованные правительством у ряда монастырей. Авторитет Уильяма в регионе укрепил и тот факт, что он 7 лет заседал в суде графства Эссекс.
После того как в 1413 году королём Англии стал Генрих V, Уильям извлёк пользу из своего прежнего сотрудничества с ним. Кроме того, новый король первое время гораздо благосклоннее отца относился к попыткам Анны вернуть земли, на которые она претендовала в качестве вдовы и наследницы. Он позволил ей вернуть управление над баронией Окем в Ратленде, а также получать доход от владений Стаффордов в Ирландии, используя эти уступки для вознаграждения своего бывшего соратника.

## Возобновление Столетней войны
Будучи одним из самых доверенных советников Генриха V, Уильям сыграл значительную роль в дипломатических переговорах, которые предшествовали возобновлению Столетней войны и началу военных действий во Франции в 1415 году. Он провёл несколько недель в Париже, обсуждая «секретные вопросы» с эмиссарами короля Франции Карла VI, получая 100 фунтов для покрытия расходов на миссию, которая, несмотря на открыто заявленное намерение установить мир между двумя странами, фактически была ширмой. Когда Уильям в марте вернулся в Англию, Генрих V уже мобилизовал армию для вторжения в Нормандию. 
Уильям был опытным командиром, обладавшим острым умом и большой доблестью, поэтому он стал одним из ведущих английских капитанов. Его отряд включал в себя 90 конных лучников и 29 тяжеловооружённых всадников.  Перед тем как Генрих V собрался отплыть, в июне он сделал завещание, одним из его бенефициаров стал Уильям: ему была обещана одна из королевских лошадей. 
Уильям принимал участие в битве при Азенкуре, состоявшейся 25 октября 1415 года. Под его командованием сражалось 102 человека, и в битве он, по сообщениям хронистов, проявил великую храбрость. Во время битвы было захвачено несколько знатных пленников, которые были переправлены в Англию и помещены в заключение в Лондонский Тауэр. Поскольку его констебль, Эдуард, герцог Йоркский, погиб в битве при Азенкуре, то новым комендантом в ноябре 1415 года король назначил Уильяма. Эту должность он занимал до самой смерти, неся особую ответственность за заключённых в Тауэре пленников. Кроме того, Уильям получил ещё менее требовательную должность ответственного за королевских гончих. Также в качестве награды Буршье получил дозволение управлять некоторыми имениями своего несовершеннолетнего пасынка, Хамфри Стаффорда, будущего герцога Бекингема, и ряда других королевских подопечных. 
Более важную роль Уильям сыграл во время второй экспедиции Генриха V во Францию, к которой он присоединился с личной свитой из 164 человек, в состав которой входили 39 конных копейщиков. Это была оккупационная армия, командиры которой могли рассчитывать получить свою долю из завоёванных владений. После напряжённой кампании в ноябре 1417 года Уильям получил под опеку конфискованные имения семьи Эрманвиль и большой особняк в Кане, известный под названием «Золотой лев».

Графство Э в 1328 году

Большую часть 1418 года Уильям провёл, осаждая Лувье и Руан, а в феврале 1419 года принял сдачу Дьепа, став его капитаном. Это было достаточно важное назначение, поскольку для поддержания открытыми линии снабжения своих войск для англичан было жизненно важно удерживать в своих руках этот порт. Кроме того, Уильям был назначен сержантом Манта и Мёлана, ему было поручено обеспечивать штаб-квартиру Генриха V, когда он находился неподалёку.
В это время Генрих V решил завладеть городом и графством Э. Его правителем был Карл д’Артуа, попавший в английский плен и содержащийся в Тауэре, отказывавшийся признавать сюзеренитет короля Англии. Уильяму было велено назначить в захваченном владении чиновников, лояльных англичанам, а в июне 1419 года Генрих  даровал ему титул графа д’Э. Подобным образом было награждено ещё 5 наиболее значительных адъютантов Генриха V в рамках политики, направленной на усиление английского присутствия в Нормандии, а также предоставление ведущим командирам личной заинтересованности в успехе завоевания. Несколько месяцев спустя король подтвердил Уильяму и его наследникам мужского пола право собственности на поместья Эрманвилей.

## Смерть и наследство
Уильям умер 28 мая 1420 года в Труа. Его тело было отправлено в Англию, после чего его захоронили в монастыре Ллантони в Глостершире.
Анна Глостерская надолго пережила мужа и умерла в 1438 году. Судя по её переписке со своим большим другом, настоятелем монастыря Ллантони, она следила за успехами английской армии во Франции, с гордостью отмечая «доблесть, мудрость и хорошее управление» Уильяма. Судя по всему, по поводу его смерти Анна долго скорбела; больше замуж она так и не вышла. В завещании Анна просила, чтобы её похоронили в Ллантони рядом с мужем. Кроме того, вдова Уильяма наняла двух священников из Литл Истоне, чтобы они ежедневно молились о спасении его души; с той же целью каждый день в Ллантони совершалось 2 мессы.
Несмотря на отношение к Уильяму, Генрих V в 1421 году заставил его вдову согласиться на невыгодный для неё передел владений Богунов. Только через 10 лет Анна получила своё полное наследство. Возможно, что именно после передела владений она решила добиться того, чтобы их с Уильямом дети преуспели; именно она продвигала их карьеру и устроила браки. Старший из сыновей, Генри, унаследовавший после смерти отца титул графа Э, позже получил титул графа Эссекса. Следующий сын, Томас Буршье, был избран для церковной карьеры; в итоге он стал архиепископом Кентерберийским и в течение трёх десятилетий доминировал на политической арене королевства. Ещё двое сыновей, Уильям и Джон, стали пэрами Англии, получив титулы соответственно баронов Фицуорина и Бернерса. Дочь же, Элеонора, вышла замуж за Джона Моубрея, 3-го герцога Норфолка.

## Брак и дети
Жена: ранее 20 ноября 1405 Анна (Энн) Глостерская (апрель 1383 — 16 октября 1438), дочь Томаса Вудстока, герцога Глостер, и Элеоноры де Богун, вдова Эдмунда Стаффорда, 5-го графа Стаффорда. Дети:
- Генри Буршье (ок. 1404 — 4 апреля 1483), 2-й граф д’Э 1420—1449, виконт Буршье с 1446, 5-й барон Буршье с 1432, 1-й граф Эссекс с 1461[11].
- Томас Буршье (ок. 1413 — 30 марта 1486), епископ Вустера 1434—1443, епископ Эли 1443—1454, архиепископ Кентерберийский с 1454, лорд Верховный канцлер Англии с 1455, кардинал с 1467[11].
- Уильям Буршье (ум. ок. 1470), 9-й барон Фицуорин[11].
- Джон Буршье (ок. 1415 — 15 мая 1474), 1-й барон Бернерс[11].
- Элеанора Буршье (ум. ноябрь 1474); муж: с 1424 Джон Моубрей (ум. 6 ноября 1461), граф Ноттингем, граф-маршал Англии, 6-й граф Норфолк и 3-й герцог Норфолк с 1432[11].

## В культуре
Уильям Буршье стал персонажем художественного фильма 2021 года «Маргарита — королева Севера», где его сыграл Пол Блэкторн.